# Tamás Bujkó
Tamás Bujkó (Budapest, 2 de diciembre de 1962 – Sudbury, 21 de marzo de 2008) fue un deportista húngaro que compitió en judo. Ganó tres medallas en el Campeonato Mundial de Judo entre los años 1983 y 1987, y una medalla en el Campeonato Europeo de Judo de 1987.
Participó en los Juegos Olímpicos de Seúl 1988, donde finalizó quinto en la categoría de –65 kg.

## Palmarés internacional
| Campeonato Mundial | Campeonato Mundial   | Campeonato Mundial | Campeonato Mundial |
| Año                | Lugar                | Medalla            | Categoría          |
| ------------------ | -------------------- | ------------------ | ------------------ |
| 1983               | Moscú ( URSS)        | Medalla de plata   | –60 kg             |
| 1985               | Seúl (Corea del Sur) | Medalla de bronce  | –60 kg             |
| 1987               | Essen (RFA)          | Medalla de bronce  | –65 kg             |
| Campeonato Europeo |                      |                    |                    |
| Año                | Lugar                | Medalla            | Categoría          |
| 1987               | París (Francia)      | Medalla de bronce  | –65 kg             |